# Harusame (1937)
El Harusame (春雨 lluvia primaveral?) fue un destructor de la clase Shiratsuyu. Sirvió en la Armada Imperial Japonesa durante la Segunda Guerra Mundial. 

## Historia
En la noche del 12 al 13 de noviembre de 1942, en la primera batalla naval de Guadalcanal, el Harusame escoltó a la fuerza de bombardeo del contraalmirante Abe Hiroaki. Indicó haber infligido daños a un crucero estadounidense, tras lo que escoltó al acorazado Kirishima a la retaguardia. Tras incorporarse a la flota del almirante Takeo Kurita, se dirigió al atolón de Truk el 18 de noviembre, resultando dañado por un ataque del submarino USS Wahoo (SS-238) el 24 de enero de 1943.
Su fin llegó el 8 de junio de 1944, mientras realizaba un transporte de tropas a Biak. un grupo de bombarderos B-25 de la USAAF lo hundieron 55 kilómetros al noroeste de Manokwari, en Nueva Guinea, en la posición (00°05′S 132°45′E / -0.083, 132.750). El destructor Shigure rescató a 110 supervivientes, incluyendo al capitán.

## Oficiales al mando
- Oficial de equipamiento: Capitán de Corbeta Kameshirō Takahashi - del 15 de julio de 1936 al 1 de junio de 1937
- Capitán de Fragata Kameshirō Takahashi - del 1 de junio de 1937 al 15 de diciembre de 1938 (ascendido el 15 de noviembre de 1938)
- Capitán de Corbeta Hiromu Hirose - del 15 de diciembre de 1938 al 15 de agosto de 1940
- Capitán de Fragata Sutezo Tomita - del 15 de octubre de 1940 al 25 de abril de 1942 (ascendido el 15 de octubre de 1941)
- Capitán de Fragata Masao Kamiyama - del 25 de abril de 1942 al 1 de julio de 1943 (ascendido el 1 de noviembre de 1942)
- Capitán de Corbeta Tatshuhiko Takahashi - del 1 de julio de 1943 al 10 de julio de 1943
- Capitán de Corbeta Shirō Ono - del 10 de julio de 1943 al 5 de noviembre de 1943
- Capitán de Corbeta Toshihiko Tomita - del 5 de noviembre de 1943 al 8 de junio de 1944